# 672
Năm 672 là một năm trong lịch Julius.